# Налаштувальний телевізійний сигнал
Налаштувальний телевізійний сигнал — спеціальний тип телевізійного сигналу, який служить стандартною мірою при налаштуванні телевізійних приймачів. Сигнали генеруються або телецентрами в технологічних паузах мовлення, або портативними генераторами сигналу.

## Прості сигнали
Більшість операцій з налаштування аналогових телевізорів виконують саме з допомогою простих сигналів.

### Вертикальні кольорові смуги
Сигнал «вертикальні кольорові смуги» є в даний час основним сигналом для налаштування більшості вузлів аналогових телевізорів. Більшість напруг і осцилограм на принципових схемах телевізорів наводяться саме за умови подачі на вхід сигналу «вертикальні кольорові смуги».
В сигналі «вертикальні кольорові смуги» 8 смуг:
1. Біла
2. Жовта
3. Блакитна
4. Зелена
5. Пурпурова
6. Червона
7. Синя
8. Чорна

Сигнал формується із трьох колірних компонентів — червоного, зеленого і синього, кожна з яких має два стани — нульова яскравість і 75 % яскравість.

### Горизонтальні кольорові смуги
|  |
|  |
|  |
|  |
|  |
|  |
|  |
|  |

### Сітчасте поле
Сітка з горизонтальних і вертикальних білих ліній на чорному полі. Число ліній сітки в обох напрямках може змінюватись в широких межах. Цим сигналом перевіряють і налаштовують центрування зображення, геометричні і нелінійні спотворення растру, статичне і динамічне зведення.

### Шахове поле
Призначення сигналу аналогічно сітчастому полю. Обидва бувають тільки двох градацій яскравості — мінімальної і максимальної. Генератор сигналу шахового поля нескладно зібрати навіть на аналогових елементах.

### Сіра шкала
Десять вертикальних смуг, яскравість яких зростає від лівого краю до правого. У нижній частині кадру присутні два прямокутники з яскравістю в 15 і 100 % білої смуги. Сигнал використовується для перевірки відтворення градацій сірого кольору при прийомі чорно-білого сигналу і балансу білого кольору при прийомі кольорового сигналу.

### Сигнали кольорових полів
Червоне поле, зелене поле і синє поле — тестові сигнали, що заповнюють весь екран телевізора вказаним кольором. Служать для оцінки і регулювання чистоти кольору.

### «Пачки» синусоїдальних сигналів
На вхід подаються «пачки» з синусоїдальних сигналів різної частоти. Служить для оцінки частотного відгуку тракту.

## Тестові таблиці
Дозволяють провести комплексну перевірку і налаштування телевізора за допомогою одного зображення. Зображення таблиць на зорі телебачення друкувалися в типографії і знімалися з допомогою спеціального проектора. Для цієї ж мети часто використовувалася спеціальна передавальна трубка — моноскоп, зображення на якому було сформовано на спеціальній пластині-мішені і зчитувалось електронним променем. З настанням ери кольорового ТБ таблиці стали генерувати електронним способом.
Приклади:

УЕВТ — Універсальна електронна випробувальна таблиця
Philips PM5544 — найбільш розповсюджена в Європі таблиця
Таблиця Telefunken FuBK
Найперша налаштувальна таблиця — для механічного телебачення
«голова індійця» — одна із перших випробувальних таблиць електронного ТБ
Знайома старшому поколінню телеглядачів таблиця ТВТ-0249
Таблиця EIA
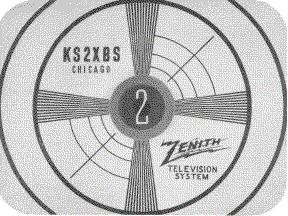
Таблиця першого платного ТБ KS2XBS Phonevision
Таблиця SMPTE застосовується зазвичай для телевізійних каналів стандарту NTSC
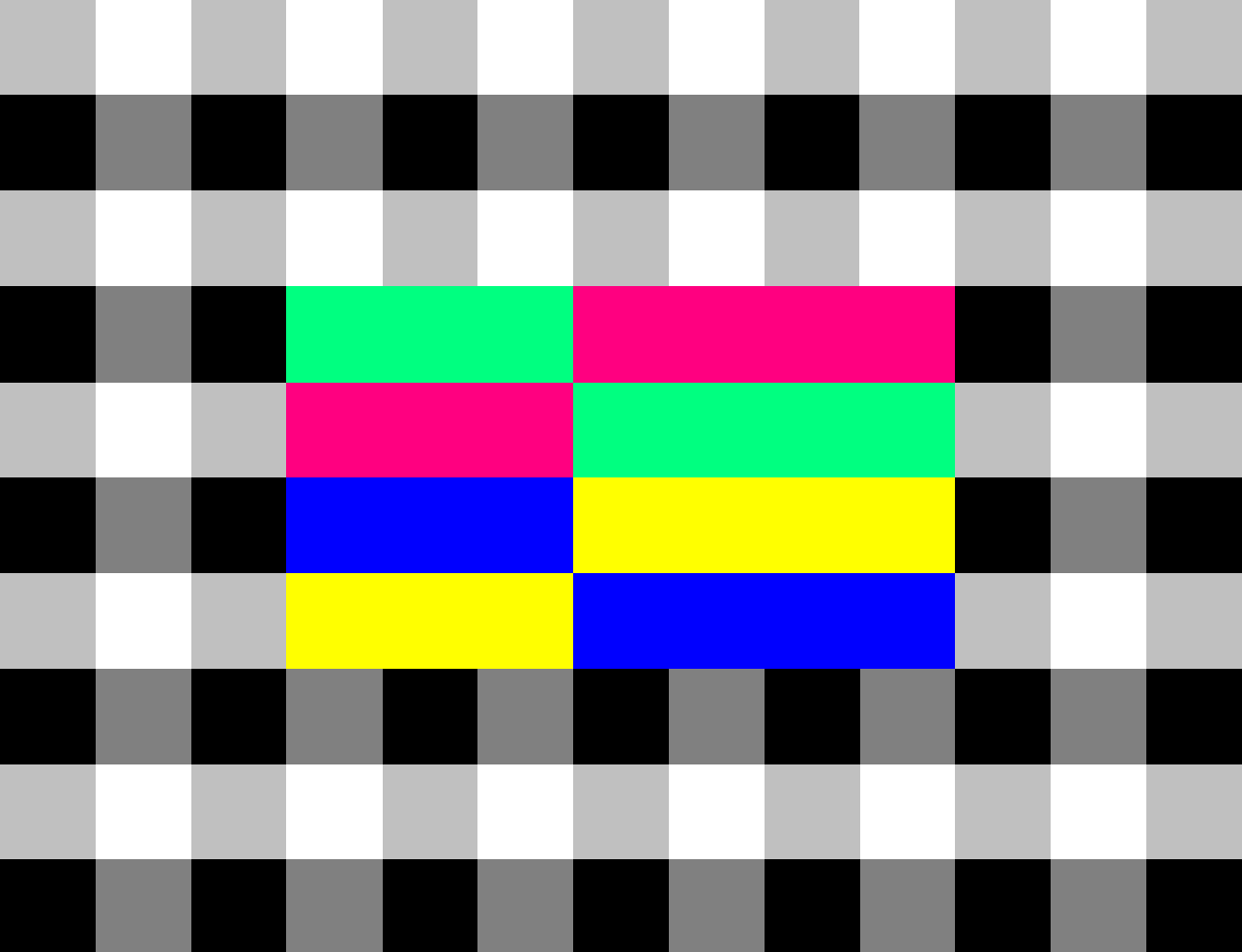
Таблиця телебачення Нідерландів, використовувана з 1978 по 1988
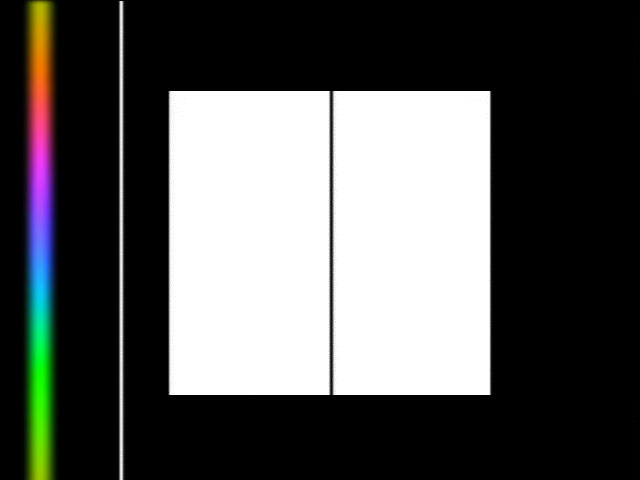
Таблиця T-Pulse

## Сучасна телевізійна техніка
В даний час на ринку переважають телевізори на рідкокристалічних екранах, які є повністю або майже повністю цифровими, навіть якщо і працюють з аналоговим вхідним сигналом. Такі телевізори зазвичай або налаштовуються на заводі за допомогою  цифрових логічних аналізаторів сигналу, або, найчастіше, накладається якийсь зразок, потім накладається технологія виробництва серійного виробу. Сам серійний виріб, через специфіку роботи цифрових пристроїв, проводиться вже тільки з мінімально необхідним контролем за приладами. Інший контроль відбувається переважно за візуальними таблицями. Все це, разом з низькою потребою в ремонті (виріб працює довго і надійно, а якщо відмовляє, то часом його вигідніше замінити на новий, ніж ремонтувати), відвело прості налаштувальні сигнали на задній план. В даний час застосовуються в основному комплексні налаштувальні сигнали — налаштувальні таблиці.